# Teatro Barbieri
El teatro Barbieri fue un teatro de verano del barrio de La Latina de Madrid (España), inaugurado con el nombre de teatro Madrid en 1880, ocupando un solar de la calle de la Primavera. El proyecto, uno de los mejores ejemplos de la arquitectura de hierro y cristal en la capital española, lo firmó Francisco de Urquiza. Tenía capacidad para mil doscientas personas, además de café, camerinos, oficinas y almacenes.

## Historia
Fue inaugurado como teatro Madrid el 30 de diciembre de 1880, con el estreno de Los celos del tío Macaco, y un apropósito del actor Pascual Alba, compuesto para la ocasión y titulado teatro Madrid, con música de Jiménez Leyva.

### El proyecto de Urquiza
Concebido más como auditorio de conciertos que como modesto teatro de barrio, pero resuelto con muchas contradicciones desde la lógica arquitectónica tradicional, el proyecto de Francisco de Urquiza presentaba un gran salón rectangular con bóveda de hierro (estructura de hierro laminado y fundición) y cristal, en un estilo "pompeyano" decorativo propio de la época. La torpeza que, desde el punto de vista del diseño arquitectónico, suponían el escenario de apenas seis metros, su profundo y estrecho anfiteatro y la apretada situación de las escaleras de acceso a las localidades, estuvieron quizá justificadas por su innovadora cubierta: gran novedad arquitectónica y muy funcional fueron los paneles deslizantes de parte de la cubierta del edificio que, apoyados en antepechos desmontables enclavados en el patio de butacas, ofrecían la posibilidad de dejar el teatro al aire libre durante las noches veraniegas.
Disponía de dos pisos de localidades con 22 columnas en cada uno de ellos, butacas de madera y tres pasillos de acceso, uno central y dos laterales. En el primer piso (principal) tenía cinco palcos en cada lateral, además de los anfiteatros frontales, mientras en el segundo piso cerraban las localidades solo dos palcos laterales sobre el proscenio. La decoración era atrevida, propia de la época, con fondos cubiertos de papel carmesí y antepechos blancos y dorados.
El cronista Velasco Zazo dejó noticia de sus muy diversos usos: café-concierto, variedades, baile de máscaras, teatro de aficionados, cabaret, cinematógrafo y un curioso "frontón de señoritas".

### DelMadridalBarbieri
En 1894, año de la muerte de Francisco Asenjo Barbieri, tomó el apellido del popular músico madrileño. Como teatro Barbieri llegaría a convertirse en una de las catedrales del género ínfimo; ejemplo singular sería el estreno ese año de 1894 de la canción La pulga, interpretada en italiano por la vedette alemana Augusta Bergé, que años después inmortalizó la versión española de Pilar Cohen.
A causa de un incendio a principios del siglo XX, se habilitó durante un tiempo como frontón femenino; y en 1917 se le realizaron algunas pequeñas reformas. El cronista Pedro de Répide lo citaba a mediados de 1920 como salón de baile e impostado cabaret a la francesa, perdida ya su gloria teatral.